# 日本アダプテッドブレイキン協会
一般社団法人日本アダプテッドブレイキン協会（にほんアダプテッドブレイキンきょうかい、英: Japan Adapted Breakin’ Association、略称: JABA）は、障がいの有無に関係なくすべての人がブレイキン（ブレイクダンス）を通じて表現し合える社会の実現を目指す日本の一般社団法人である。大阪府を拠点とし、全国および海外で活動している。

## 概要
2019年にダンサー・振付師である高橋俊二（ダンサー名：SHUNJI）によって設立され、2022年に法人化された。アダプテッド・ダンス（障がい者に対応したダンス）の実践と普及を目的とする団体である。教育、舞台、福祉、国際協力などで活動している。

## 主な活動
- 特別支援学校や福祉施設でのダンス教育プログラムの実施
- インクルーシブなダンスバトルイベント「UNIQUE ZONE」の主催
- JICAとの連携によるラオスでの国際協力プロジェクト
- 指導者育成と認定制度の運用 * 中外製薬などの企業と連携した啓発活動

## 沿革
- 2019年：任意団体として設立
- 2021年：アートファンク大阪（9月）- グラフィーホール（住之江区）[2]
- 2022年：一般社団法人として法人化
- 2023年：
  - 第1回UNIQUE ZONE Breakin(7月）- 長居障がい者スポーツセンター[3][4]
  - 令和4年度 障害者等による文化芸術活動推進事業・文化庁（7月、8月、11月)[5]
- 2024年：
  - UNIQUE ZONE WORLD（2月）- イオン伊丹エンターテインメントコート[6][7]
  - 第2回UNIQUE ZONE BREAKIN（7月）- 大阪市長居障がい者スポーツセンター[8]
  - 障害者ダンスバトル（9月）- 神戸市[9]
- 2025年：ラオスにて国際協力活動（2月）[10]

## 外部サイト
- 中外製薬 CSR活動ページ
- JICAラオス事務所